# ريكس جاكسون
ريكس جاكسون (بالإنجليزية: Rex Jackson)‏ هو سياسي أسترالي، ولد في 7 أكتوبر 1928 في واجا واجا في أستراليا، وتوفي في 31 ديسمبر 2011 في نيوساوث ويلز في أستراليا. حزبياً، نشط في حزب العمال الأسترالي. وقد انتخب عضو الجمعية التشريعية نيو ساوث ويلز.